# Округ Хејл (Тексас)
Округ Хејл (енгл. Hale County) је округ у америчкој савезној држави Тексас. По попису из 2010. године број становника је 36.273.

## Демографија
Према попису становништва из 2010. у округу је живело 36.273 становника, што је 329 (0,9%) становника мање него 2000. године.
| Група             | 2000.          | 2010.          |
| Белци             | 16.526 (45,2%) | 13.647 (37,6%) |
| Афроамериканци    | 2.121 (5,8%)   | 1.925 (5,3%)   |
| Азијати           | 110 (0,3%)     | 142 (0,4%)     |
| Хиспаноамериканци | 17.532 (47,9%) | 20.269 (55,9%) |
| Укупно            | 36.602         | 36.273         |